# Parafia św. Bartłomieja w Drohobyczu
Parafia św. Bartłomieja w Drohobyczu – rzymskokatolicka parafia znajdująca się w Drohobyczu, w archidiecezji lwowskiej w dekanacie Stryj, na Ukrainie.

## Historia
Parafia erygowana w 1340, w 1375 była jedną z tylko 20 na terenie diecezji przemyskiej. Kościół parafialny powstał w 1392 z fundacji Władysława II Jagiełły. Przed 1788 w dekanacie Mościska, następnie dekanat Drohobycz.
Po II wojnie światowej Drohobycz znalazł się w granicach ZSRS. W 1949 komuniści znacjonalizowali kościół i w kolejnych latach zniszczyli ten zabytek (zniszczeniu uległy m.in. witraże autorstwa Matejki, Wyspiańskiego i Mehoffera; liczne obrazy, barokowe ołtarze, organy, bogata biblioteka - książkami i elementami drewnianymi socjaliści palili w piecu).
W 1987 po wieloletnich staraniach miejscowych Polaków kościół oddano wiernym.